# Stephane Alexandre Leprevost
Stephane Alexandre Leprevost (n. 1812 - París, 1874), fou un organista i compositor francès.
Estudia composició amb Fétis i Halévy en el Conservatori de París; però abans ja havia estudiat piano i orgue amb d'altres professors. Seguidament d'acabar els estudis entrà com a organista a l'església de Sant Roc, de París, i es llavors quan comença a compondre música especialment religiosa, sent moltes les obres que publicà d'aquest gènere.
També va escriure per al teatre, i el 1848 va estrenar a l'Òpera Còmica de la capital de França l'òpera Le révue éveillé; així mateix es autor de la cantata Halte dans les bois, que li va merèixer una medalla de l'Orphéon de France.